# Ca l'Adela
Ca l'Adela és una obra modernista de Gelida (Alt Penedès) protegida com a Bé Cultural d'Interès Local.

## Descripció
Edifici entre mitgeres d'una crugia. Fa cantonada amb el carrer de la Font, i té jardí lateral i posterior, al passeig de Circumval·lació. Consta de soterrani, planta baixa i una pis, sota coberta de teula àrab. Els elements més remarcables de la façana, de composició simètrica, són el balcó corregut del primer pis, amb un interessant treball a la barana, i les motllures d'inspiració floral. L'obra s'inscriu en el llenguatge del modernisme.